# Hermann Georg von Limburg-Styrum
Hermann Georg von Limburg-Styrum (* 1540 in Borculo; † 27. August 1574) war ein Adliger, durch Abstammung Graf von Limburg, durch Erbe Graf von Bronckhorst, Herr zu Styrum.

## Abstammung
Hermann Georg war der erstgeborene Sohn des Grafen Georg von Limburg-Styrum (* um 1500; † 14. Dezember 1552) und dessen Ehefrau Gräfin Irmgard von Wisch (* um 1520; † 10. Mai 1587).

## Ehe und Nachkommen
Der vierzehnjährige Hermann Georg wurde am 7. Mai 1554 mit der zwanzigjährigen Maria (* 14. April 1534; † 28. Dezember 1612 in Terborg), Tochter des Grafen Jobst II. von Hoya und dessen Ehefrau Anna von Gleichen, vermählt. Sie hatten zusammen folgende Kinder:
- Jobst (* 19. April 1560 in Borculo; † 7. August 1621 auf Kasteel de Wildenborch in Bronckhorst)

⚭ 2. März 1591 in Detmold mit Gräfin Maria von Schauenburg und Holstein-Pinneberg (* 14. Oktober 1559; † 3. Oktoberjul. / 13. Oktober 1616greg. auf Kasteel de Wildenborch), Tochter von Otto IV. von Holstein-Schaumburg
- Mechtild (* 18. August 1561 in Borculo; † 24. August 1622 auf Schloss Gemen)

⚭ 4. August 1592 auf Schloss Styrum mit Graf Heinrich von Holstein-Schauenburg (* 21. Februar 1566 auf Burg Horneburg; † 15. Oktober 1597 infolge der Belagerung von Groenlo), Neffe von Otto IV. von Holstein-Schaumburg. Sohn Jobst Hermann
- Agnes (* 18. September 1563 auf Kasteel de Wildenborch; † 2. Januar 1645 in Vreden) Äbtissin von Elten

- Maria (* 21. Februar 1566 in Borculo; † 13. Februar 1624 in Freckenhorst)

⚭ 2. Juni 1596 mit Johan von Millendonk (* um 1550; † 1. Mai 1621)
- Johann (* 13. April 1567 in Borculo; † 6. Novemberjul. / 16. November 1613greg. in Terborg)

⚭ 26. Mai 1612 in Terborg mit Gräfin Walburga Anna von Daun-Falkenstein (* 3. November 1580; † 26. Juni 1618), Tochter von Wirich VI. von Daun-Falkenstein
- Erik (* 2. September 1570 in Borculo; † 25. August 1630 auf Schloss Styrum)

- Hermann (* 14. März 1574 in Borculo; † 1584 ebenda)